# Alpaga
Vicugna pacos
Pour les articles homonymes, voir Alpaga (homonymie) et Alpaca (homonymie).
Espèce
Répartition géographique
L'alpaga, ou encore alpaca (Vicugna pacos), est un mammifère domestique de la famille des camélidés, surtout présent en Amérique du Sud, particulièrement au Pérou, et originaire de la Cordillère des Andes. Il est traditionnellement intégré au clade classique des ongulés, puis dans l'ordre récent des cétartiodactyles (nombre pair de doigts), sous-ordre des tylopodes (pieds à coussinets). Il a été importé, depuis ses terres d'origine, dans plusieurs autres régions du monde, notamment en Europe (et en France), où il est élevé pour sa toison, ou comme animal de compagnie.
Il est l'une des quatre espèces de camélidés des Andes, avec ses cousins la vigogne, le lama, et le guanaco. Alors qu'on a longtemps considéré qu'il était très proche du guanaco (Lama guanicoe), — son nom scientifique était alors Lama pacos —, une étude de 2001 a montré qu'il avait un ancêtre commun plus récent avec la vigogne (Vicugna vicugna) qu'avec le guanaco. Il a donc été reclassé depuis le genre Lama vers le genre Vicugna. Malgré quelques croisements possibles (ou hypothétiques dans le passé) entre les quatre espèces, celles-ci sont donc aujourd'hui regroupées deux à deux en deux genres : le lama (Lama glama), animal domestique, descend du guanaco (Lama guanicoe), animal sauvage, alors que l'alpaga, animal domestique, descend de la vigogne, animal sauvage. D'ailleurs le premier genre, Lama, dans ses deux espèces, est plus grand et plus robuste, alors que le second, Vicugna, est plus gracile.
Comme les autres camélidés, l'alpaga rumine mais n'est pas classé dans la famille des ruminants. Selon le pelage, on distingue deux types (ou sous-espèces) d'alpagas : les alpagas suris (en) et les alpagas huacayas.
Dans les Andes, l'alpaga est domestiqué depuis au moins 2 000 ans, puisque l'on rencontre au Pérou des traces et témoignages archéologiques de culture Mochica avec des représentations d'alpaga domestique.

## Dénominations, étymologie
Le mot français alpaga vient de l'espagnol alpaca lui-même emprunté à l'aymara allpaqa (parfois écrit alpaka). Hypothétiquement, ce terme originel serait dérivé du mot quechua p'aku (qui signifie « blond »), en raison d'une des couleurs fréquentes du pelage de l'animal. D'ailleurs en quechua l'animal est appelé paqu ou paqucha. 
En français le terme hispanique alpaca est également directement utilisé tel quel, quoique moins couramment, mais il correspond mieux à l'appellation autochtone de l'animal. 
La laine est en revanche plus souvent encore que l'animal appelée alpaga. D'ailleurs, l'usage en français du terme hispanique alpaca se répand justement pour distinguer l’animal du tissu en alpaga confectionné à partir de sa toison[réf. souhaitée].

## Caractéristiques

### Description physique
- Allure : gros mouton au long cou (mais attention : il fait partie des camélidés et non des ovidés).
- Poids : jusqu’à 70 à 80 kg[5].
- Taille : 75 cm pour les plus petits et 1 m pour les plus grands.[réf. nécessaire] Mais leur taille dépasse rarement 90 cm[5].
- Dos : plutôt arrondi. Avec son bassin plus incliné, il ne peut pas porter de charges, à la différence de son cousin le lama[5].
- Tête : courte.
- Front : très lainé et pourvu d'une sorte de houppette.
- Oreilles : courtes et pointues, en « fer de lance », quand celles du lama sont plus longues et en forme de « banane »[5].
- Bouche : fourchue et fendue (facilitant la récolte d’herbe).
- Dents : à croissance continue, elles doivent parfois être limées[5]. Le mâle adulte est muni de dents en crochets, recourbées vers l'arrière, dont la pousse finale intervient vers l'âge de 3 ou 4 ans[6].
- Pieds : ils n'ont pas de sabot mais comportent 2 doigts parallèles en appui au sol, chacun pourvu d'un coussinet au contact avec le sol, sur les deux dernières phalanges. Chacun des deux doigts présente un ongle au bout qui se termine en pointe. Les ongles doivent être taillés au moins une ou deux fois par an[5]. C'est cette caractéristique qui classe — au sein de l'ordre ou clade des ongulés (Ungulata) — les alpagas dans un sous-ordre à part, celui des tylopodes (Tylopoda, signifiant « pieds avec coussins » en grec), comme tous les camélidés. L’avantage est que leur piétinement abîme peu les sols[5], à la différence par exemple des équidés (monodactyles : un seul doigt), ou des bovidés (paridigités : à deux doigts comme les alpagas, mais sans coussinet) : ces deux familles pratiquent pour leur part la locomotion onguligrade, dans laquelle c'est l'ongle, développé en sabot et enveloppant complètement le ou les doigts, qui est exclusivement en contact avec le sol.

Caractéristiques de l'alpaga
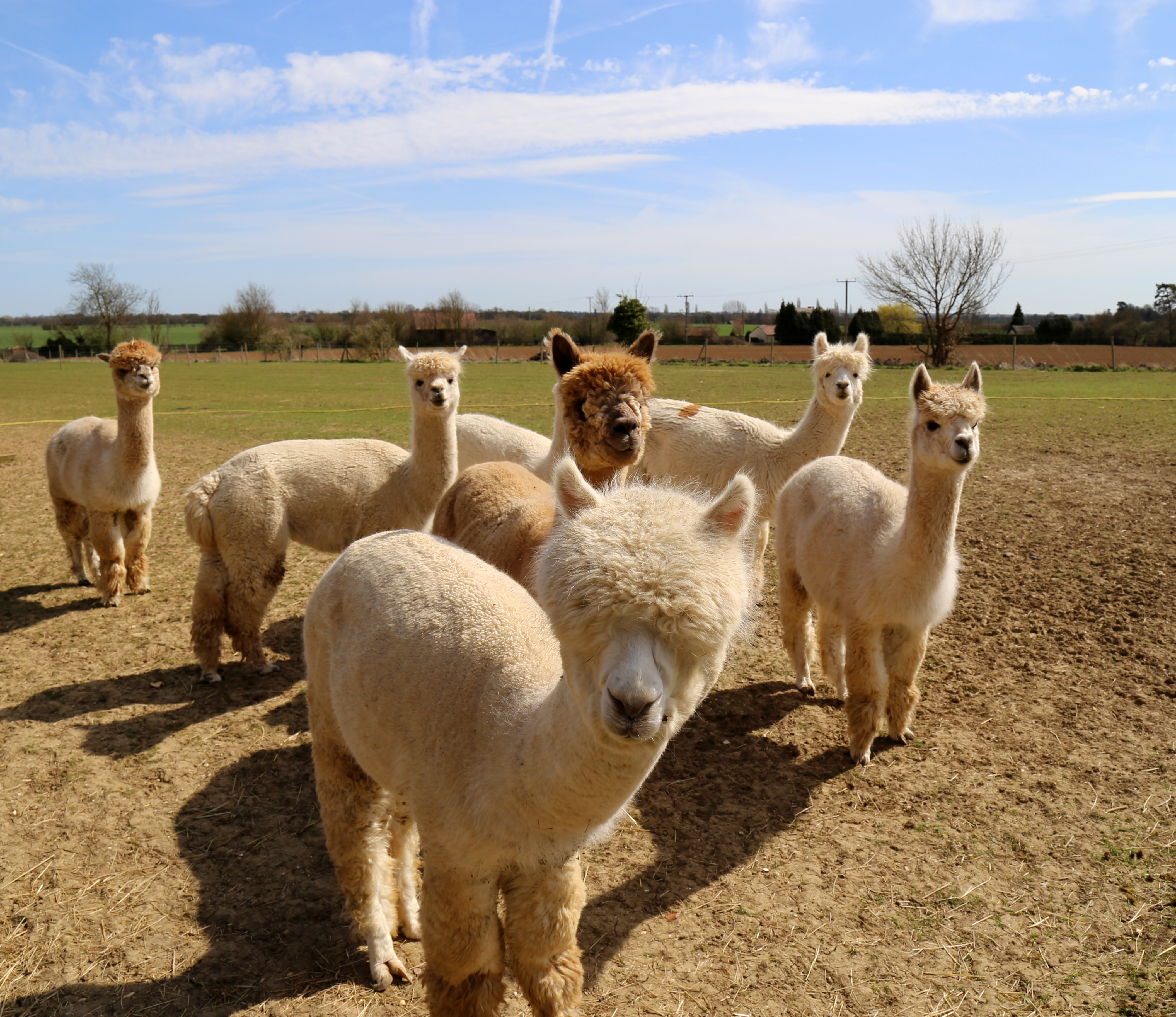
L'alpaga est sociable, il vit en petite troupes (alpagas huacayas en Essex, Angleterre, 2015)
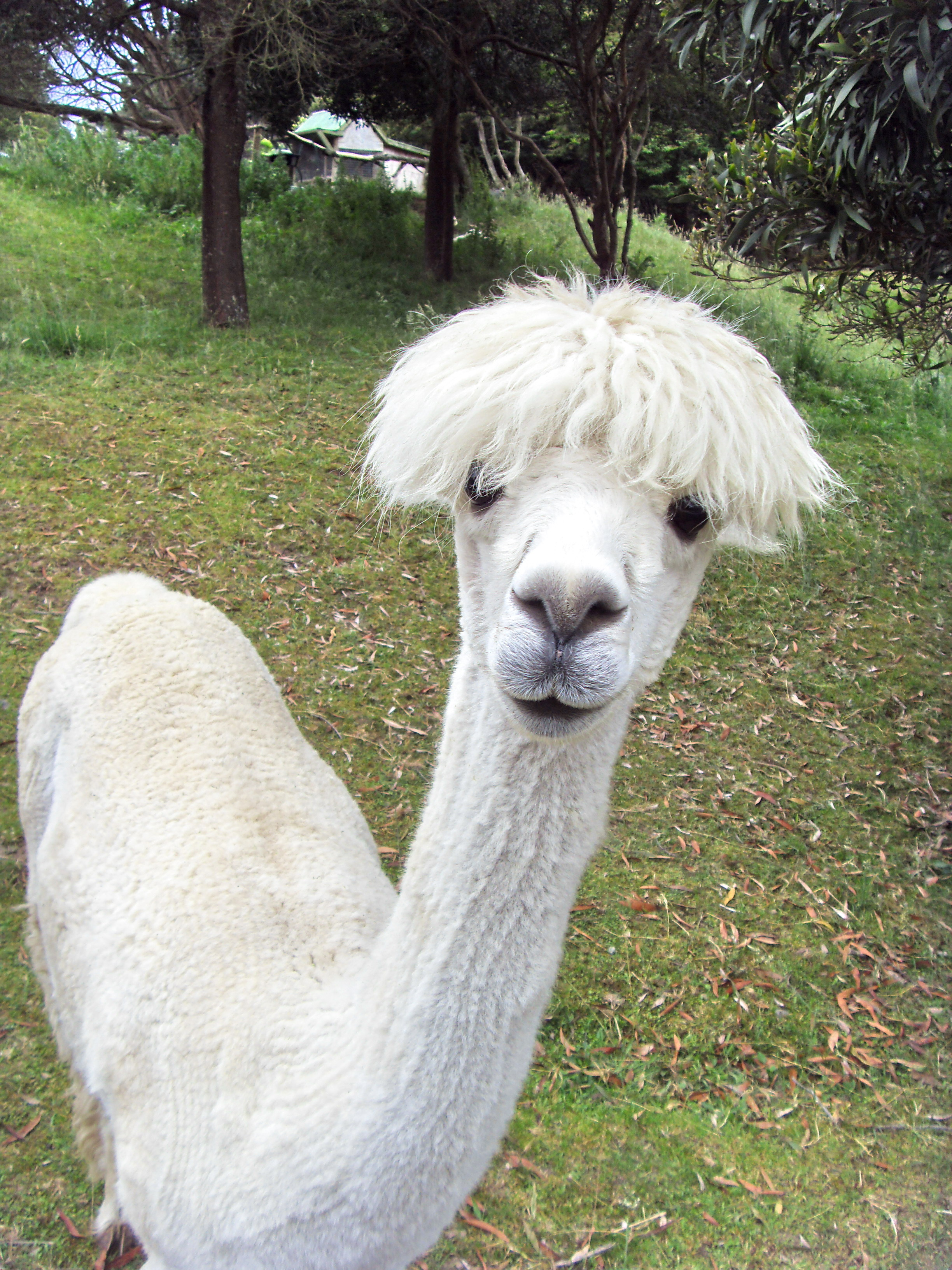
Un alpaga juste après la tonte, avec seulement son toupet frontal
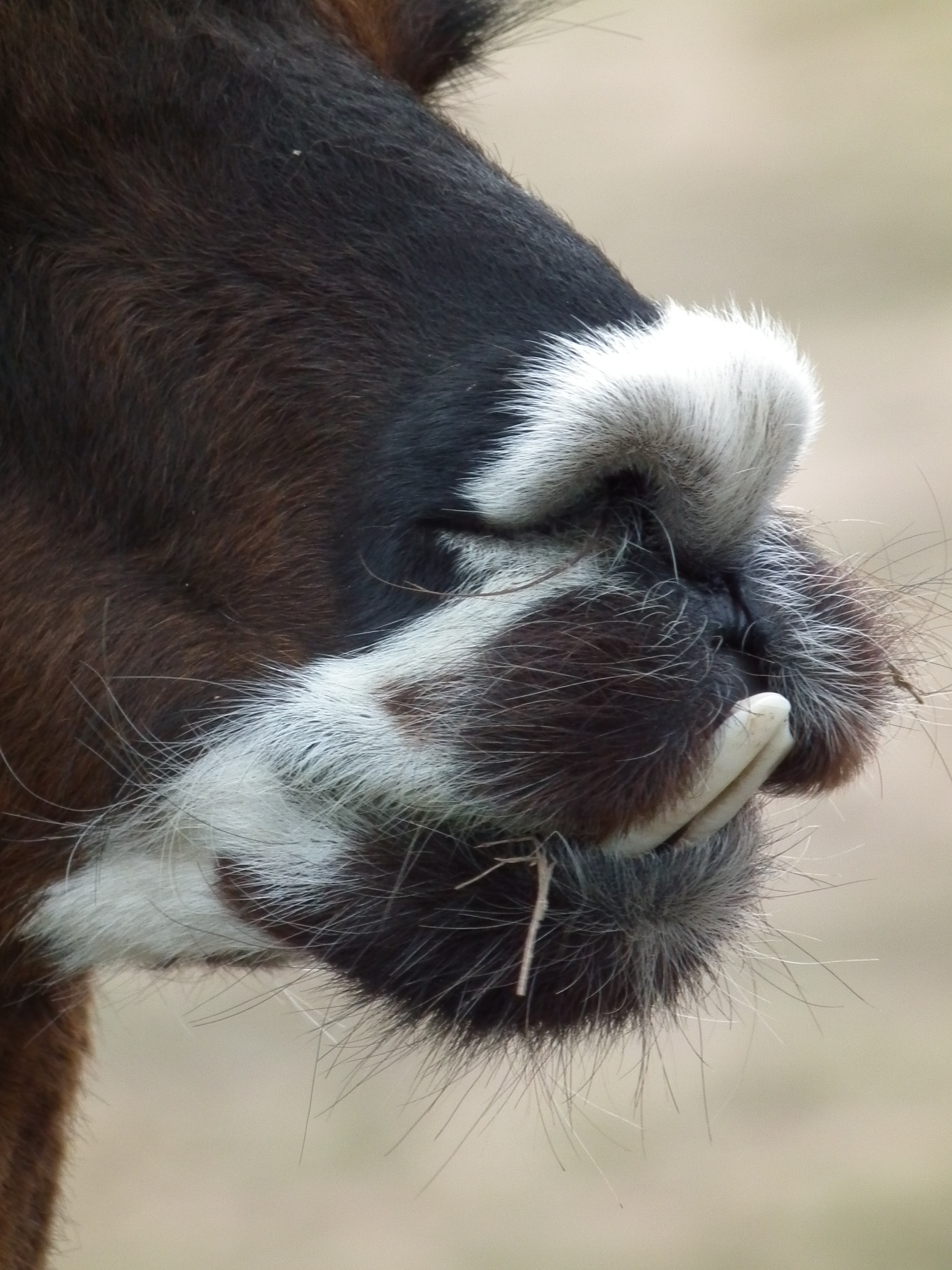
Museau d'alpaga
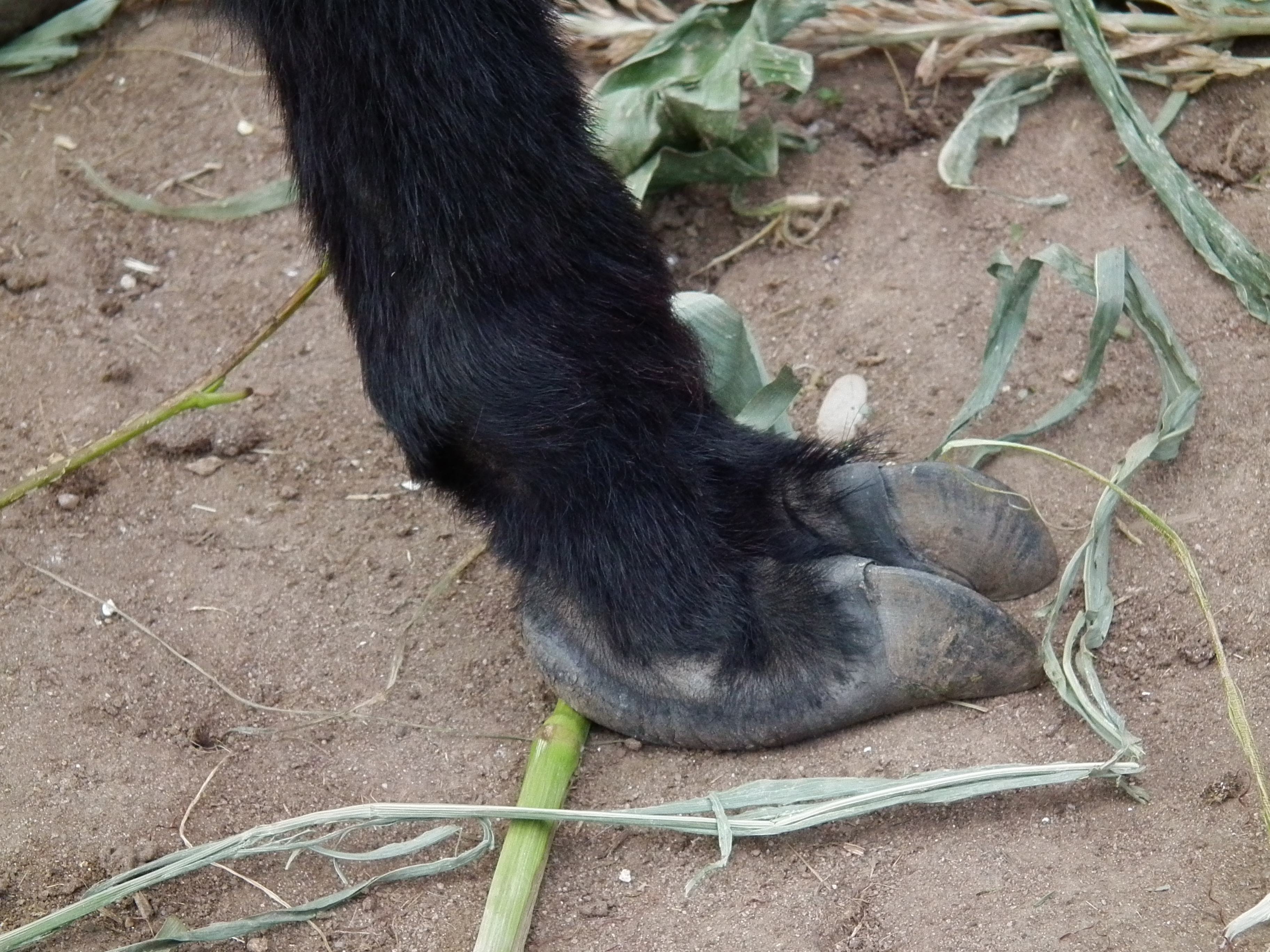
Pied d'alpaga

### Laine
Le diamètre de la fibre varie entre 12 et 32 microns. Elle est officiellement classée en 22 couleurs naturelles : noir, blanc, gris, marron, brun, brun-roux, beige, blond, doré, avec de nombreuses nuances. Elle peut être teintée (souvent en bleu, rouge ou vert : voir l'image des ponchos sur le marché artisanal d'Otavalo ci-dessous) ; mais la teinture peut modifier légèrement le toucher du produit final, de ce fait les couleurs naturelles sont souvent préférées.

La laine d'alpaga
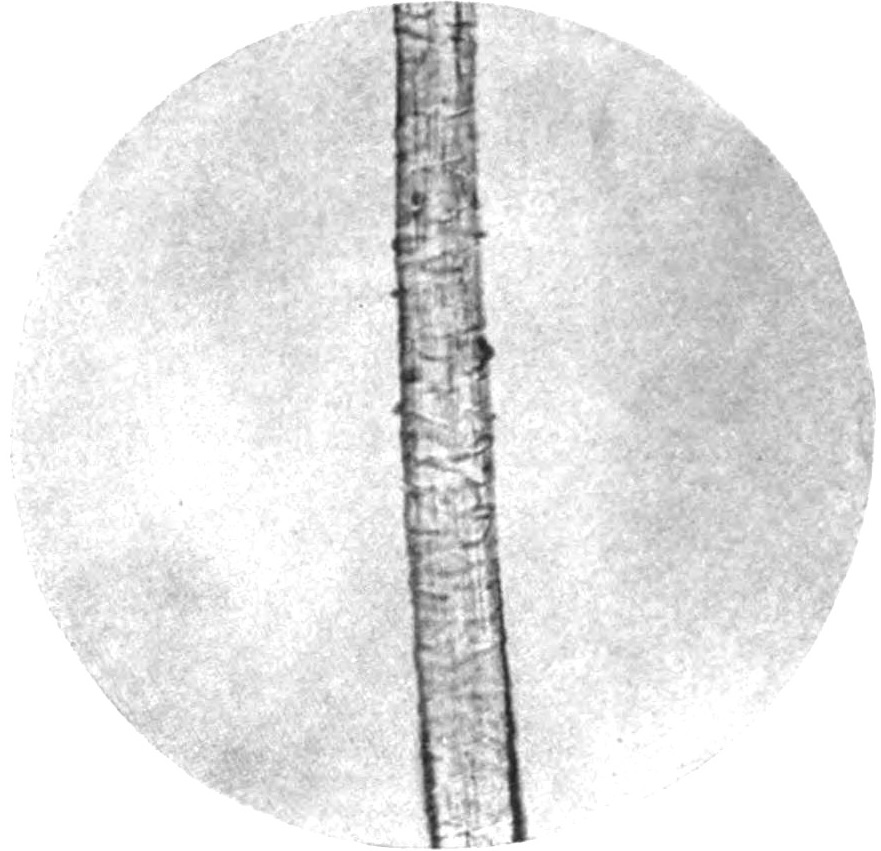
Une fibre de laine d'alpaga en microphotographie (1911)
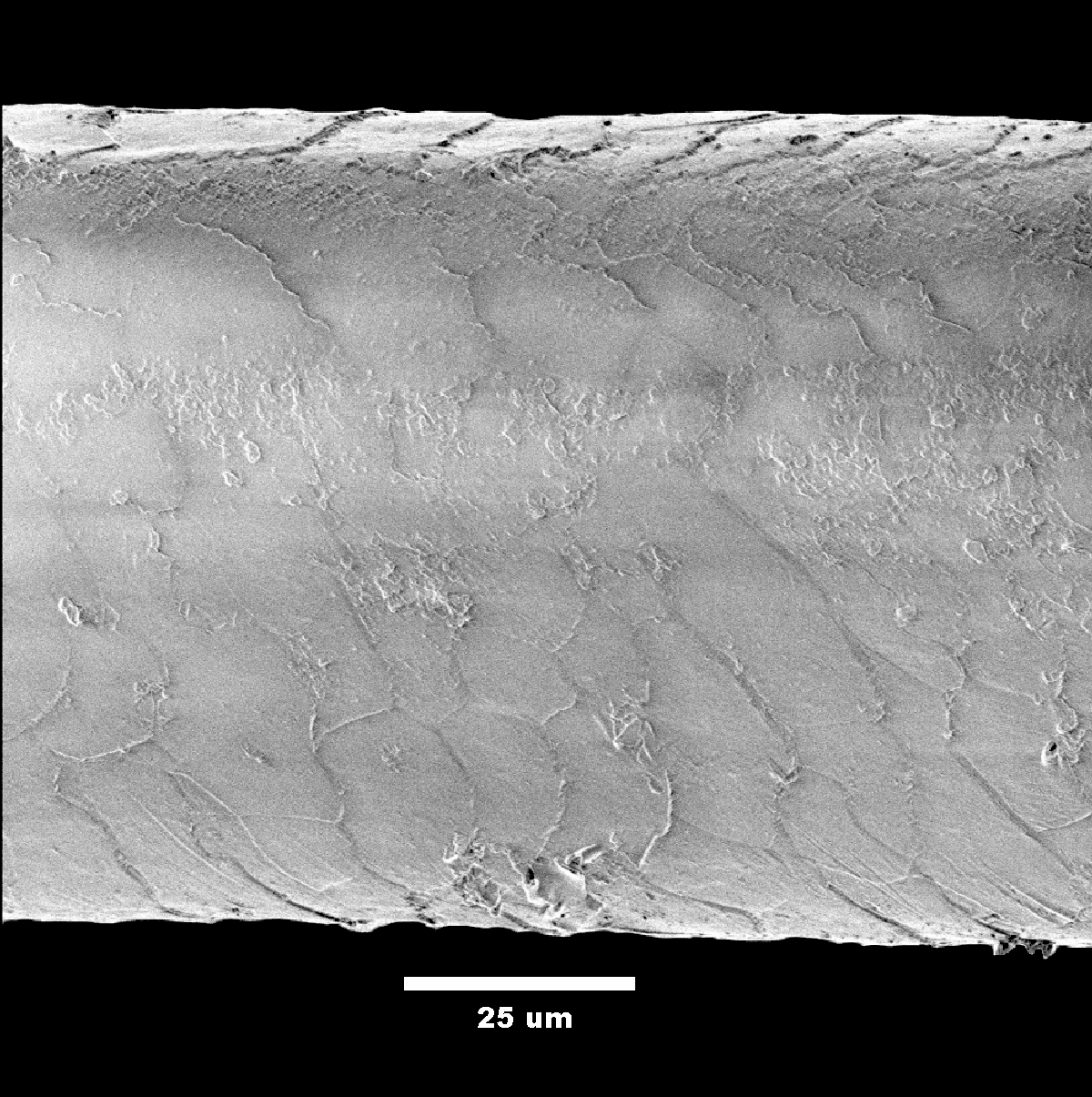
La même fibre au microscope électronique (2008)
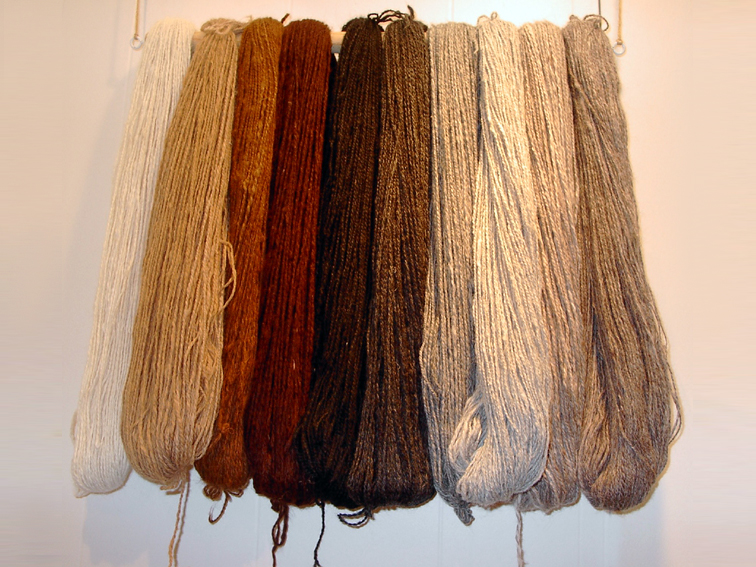
Quelques-unes des couleurs naturelles de l'alpaga (laine filée)
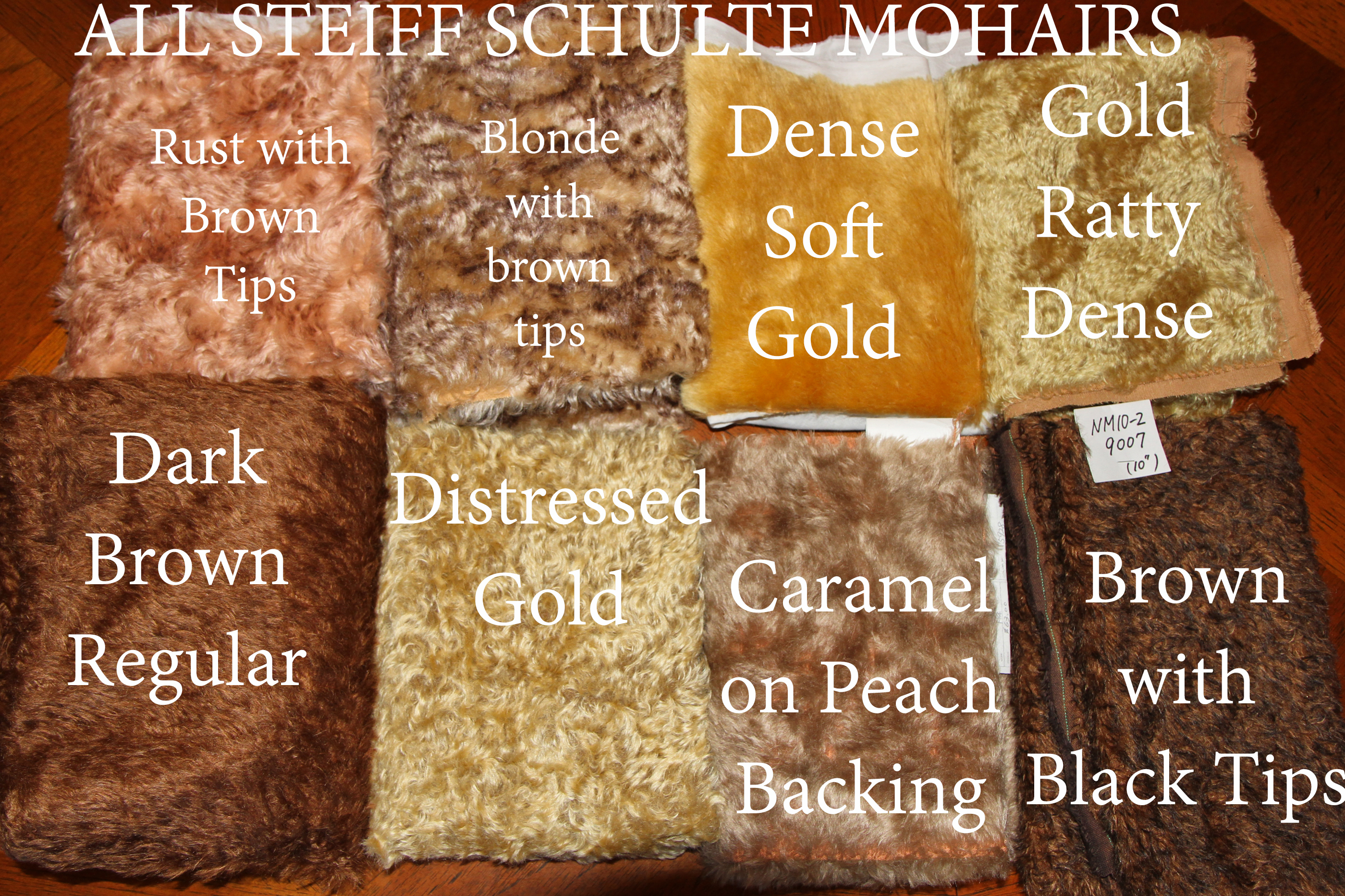
Échantillons de toisons d'alpaga (laine brute non filée ni teintée, avec nom anglais standard de chaque teinte naturelle)

Il existe deux sous-espèces d'alpagas que l'on différencie d'après leur pelage : 
- L'alpaga huacaya a un poil mi-long et frisé / ondulé, d'aspect cotonneux ou pelucheux, qui lui donne une silhouette "toute ronde".
- L'alpaga suri (en) a un poil long et tombant comme des mèches, ou comme de fines dreadlocks.

Les deux variétés (ou sous-espèces) d'alpagas : suri et huacaya
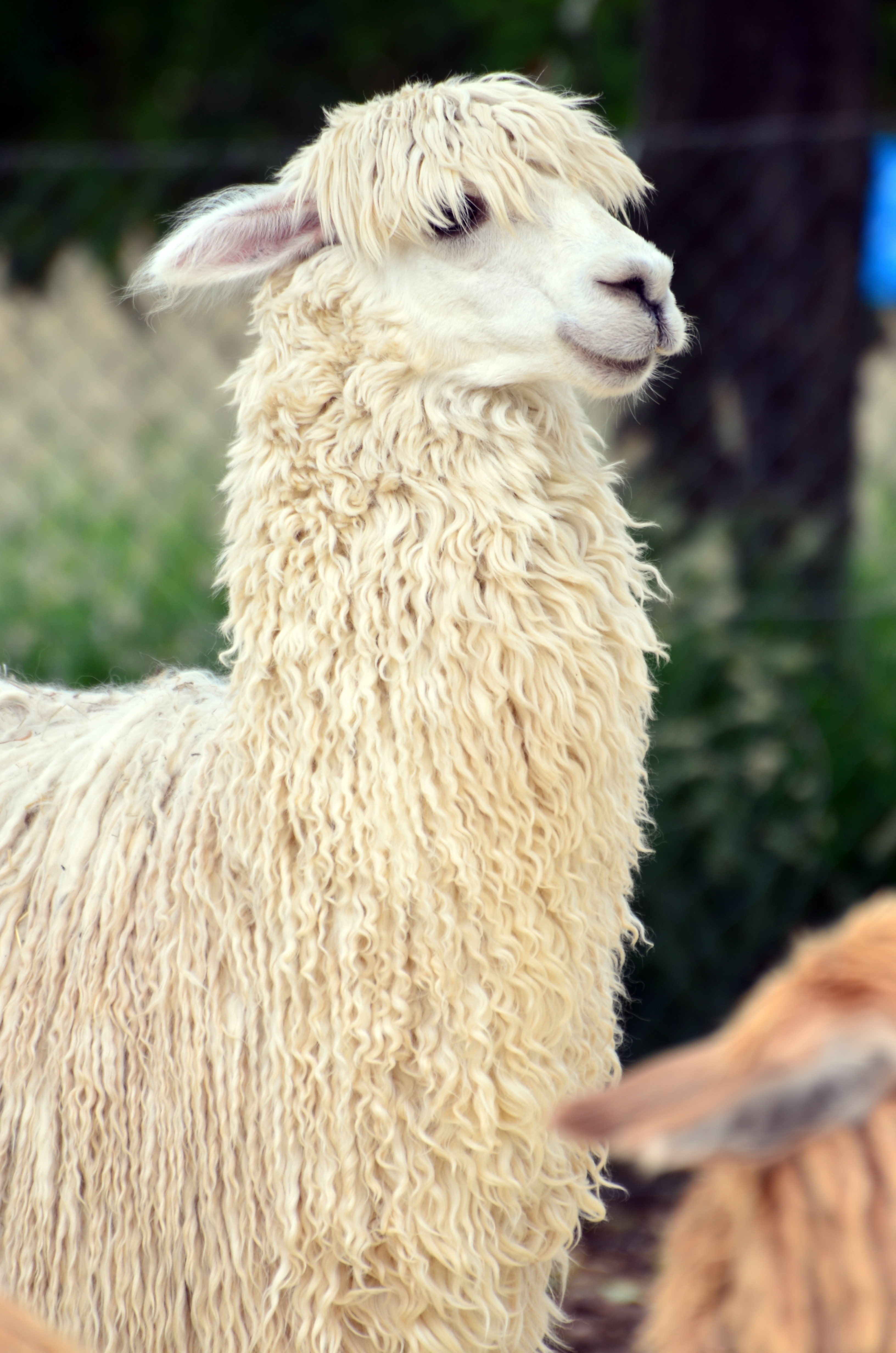
Alpaga suri blanc (Knies Kinderzoo (en), à Rapperswil, Suisse, 2012)
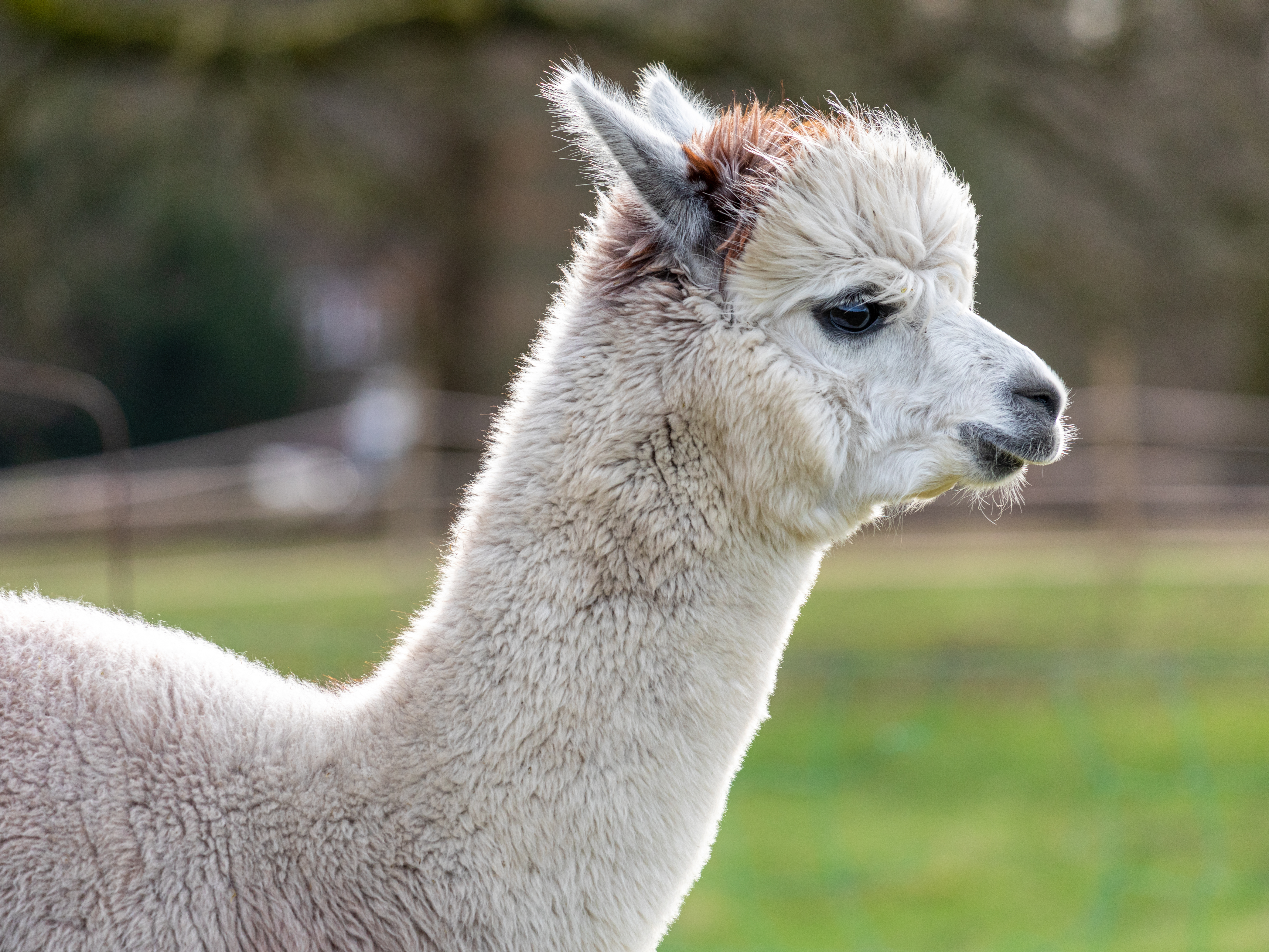
Jeune alpaga huacaya blanc (élevage de la ferme Börnste, Kirchspiel, Dülmen, Rhénanie-du-Nord-Westphalie, Allemagne, 2020)
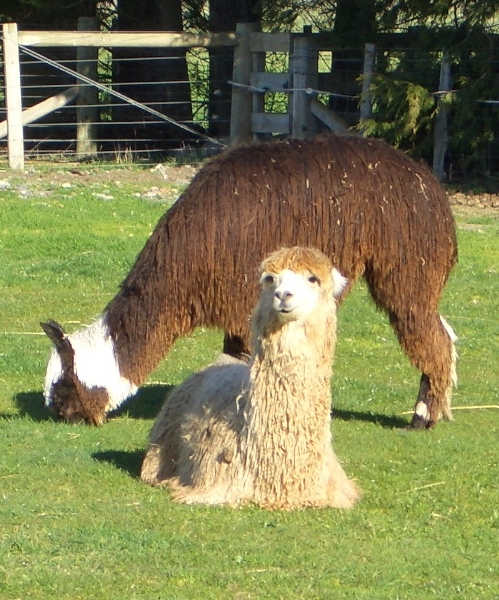
Deux jeunes mâles alpagas suris, beige et marron
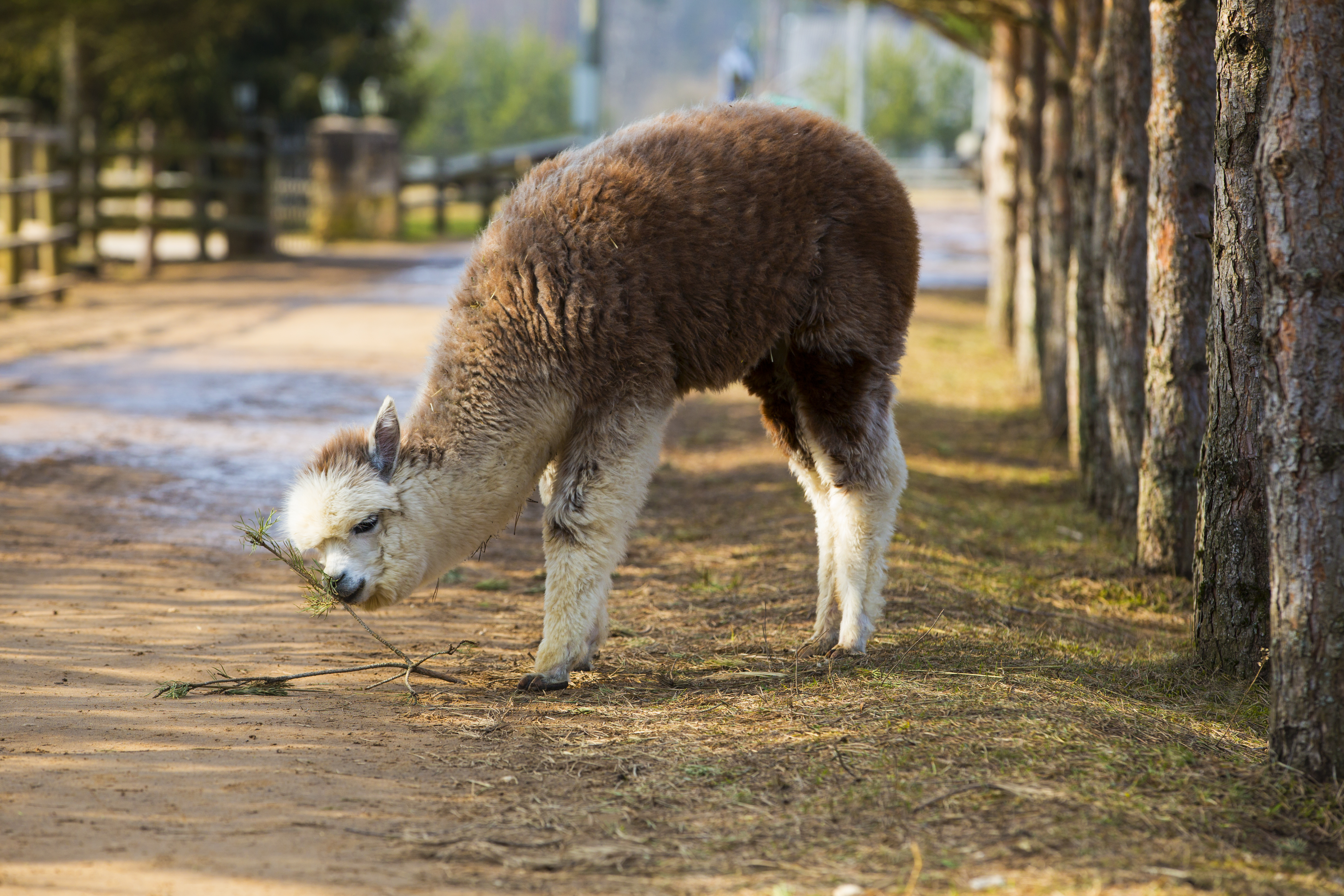
Alpaga huacaya marron dans un zoo de Lettonie en espace libre (mars 2016)
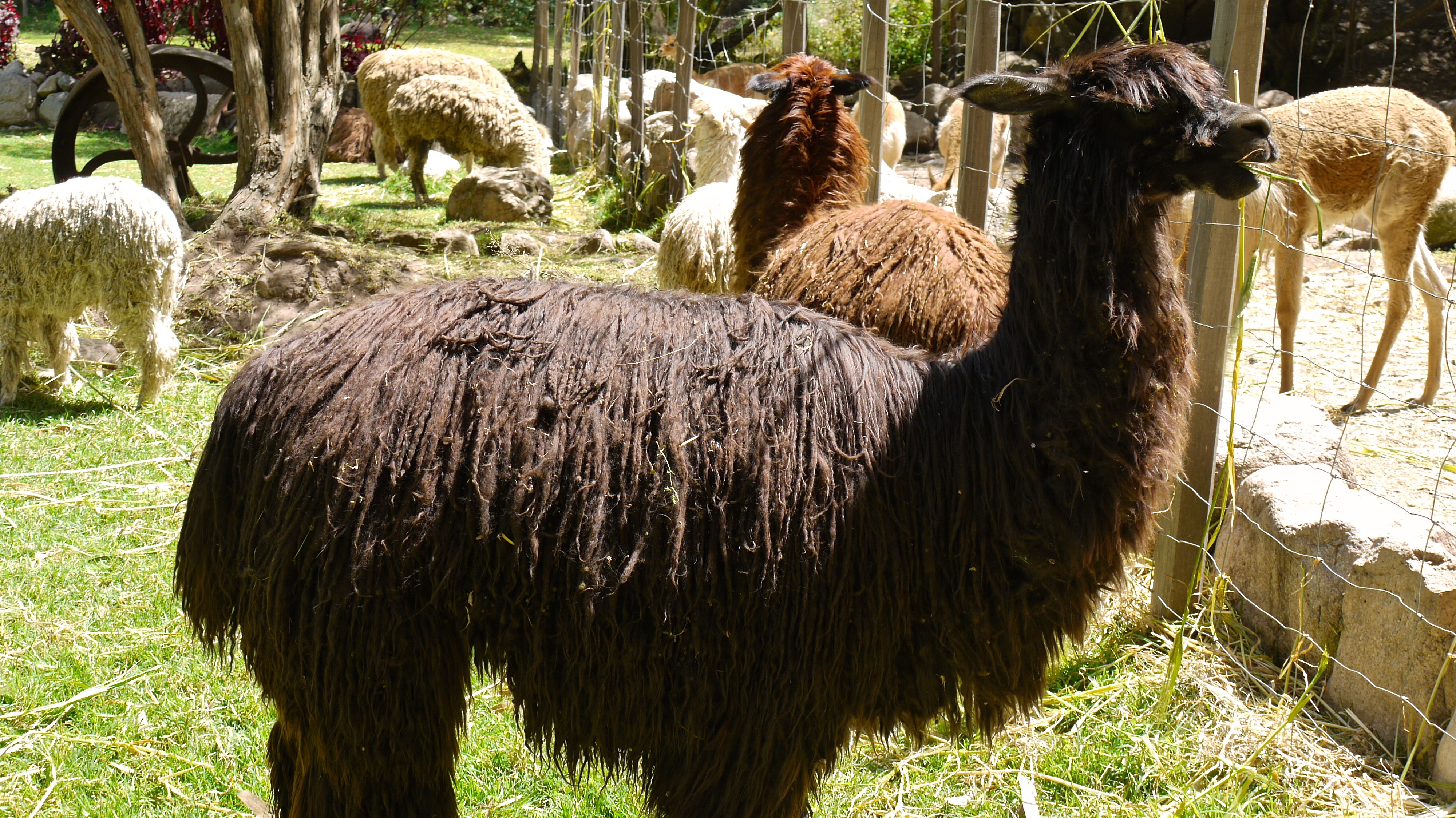
Alpagas suris noir, marron et blanc (parc du restaurant Hacienda Alhambra, Urubamba, Pérou, avril 2013)

### Durée de vie
Sa durée de vie est en moyenne de 15 à 25 ans.

### Cri
L'alpaga fait peu de bruit. Ces animaux communiquent entre eux avec des petits ‘hum hum’. Leur cri d'alerte est strident : l'alpaga meule, un cri proche de celui du lama et du renard.

## Comportement
Une des caractéristiques de ces camélidés est la délimitation sur leur territoire, pour tout le troupeau, d’un endroit précis dédié uniquement à leurs besoins (fumier). Cela représente un grand avantage du point de vue sanitaire car cela réduit la diffusion des parasites. 
De même, ces petits camélidés sont des animaux très sociables. Ils ne peuvent vivre seuls : un troupeau de trois animaux au minimum est nécessaire à l’accompagnement de l’alpaga, « ne le laissez jamais vivre seul de son espèce » ; et les groupes ne doivent pas être mixtes, car la physiologie de la reproduction rend les saillies répétées très dangereuses pour les femelles « laisser un mâle entier en permanence avec des femelles (et des jeunes) pose des risques d’autant plus élevés que le nombre de femelles est réduit, avec des conséquences parfois dramatiques pour la maman et/ou pour le cria ». Le mélange mâles castrés/femelles est pour la même raison à proscrire « Même les mâles castrés ne doivent pas rester avec des femelles, car sauf exceptions leur instinct de saillie subsiste malgré la castration et ils peuvent harceler les femelles comme des entiers » 
L'alpaga peut même être qualifié d'animal grégaire tant il a besoin de la compagnie des siens. S'il est élevé isolément, il ne tarde pas à devenir dépressif et à dépérir, ou bien très irritable voire agressif. « Les alpagas se déplacent en grand groupe lorsqu’ils sont effrayés ou inquiets ». 
Avec l'homme, hormis s'il y a eu imprégnation du jeune dans sa première année, « l’alpaga est un animal au caractère calme, paisible, vif, curieux, et prévisible. Il est doux avec les autres animaux et avec les enfants », souvent attaché à son maître et docile.  C'est pourquoi, en plus de sa laine, il est souvent très apprécié comme animal de compagnie, ou comme compagnon de randonnée avec son pied très sûr (mais il n'est pas un animal de bât comme son cousin le lama), tant dans ses hauteurs andines d'origine qu'en Europe où il est importé depuis des décennies. « Au Pérou, l'alpaga est parfois aussi placé dans des troupeaux de moutons qui pâturent dans les Andes pour les protéger des prédateurs [de petite taille] ». En Europe il peut protéger les poules des renards. Bien sûr, contre un puma ou un jaguar, ou des loups, l'alpaga ne pourrait pas grand chose... 
« Les alpagas communiquent entre eux grâce à des postures et des vocalises particulières » au sein du troupeau. Les troupeaux sont composés d’un mâle dominant, et de femelles avec leurs petits. Tous les autres mâles constituent un troupeau à part.  
Les rapports de force se règlent la plupart du temps par un coup de patte. L'alpaga est un animal qui crache comme le lama, pour signifier son mécontentement. Lorsqu’il s’agit de plusieurs mâles convoitant la même femelle, les rapports entre eux peuvent devenir très brutaux (morsures, coups de tête…). Ces batailles peuvent parfois même aller jusqu'à la mort pour l’un d’entre eux (très rarement, indirectement et à terme). L’idéal pour l'élevage est donc de séparer les femelles des mâles, pour éviter les conflits excessifs entre mâles, sauf bien sûr pendant les périodes de reproduction (qui doivent être de préférence étroitement  encadrées)[réf. souhaitée].

### Alimentation
Ils se nourrissent essentiellement d’herbes et de foin. Ils peuvent manger tout type d’herbe, même celle de faible qualité, car leur système digestif est beaucoup plus efficace que celui d’un autre ruminant. La consommation moyenne de nourriture est de 1,5  à   2 kg par jour, et peut atteindre 3 kg pour une femelle alpaga en gestation.

### Reproduction

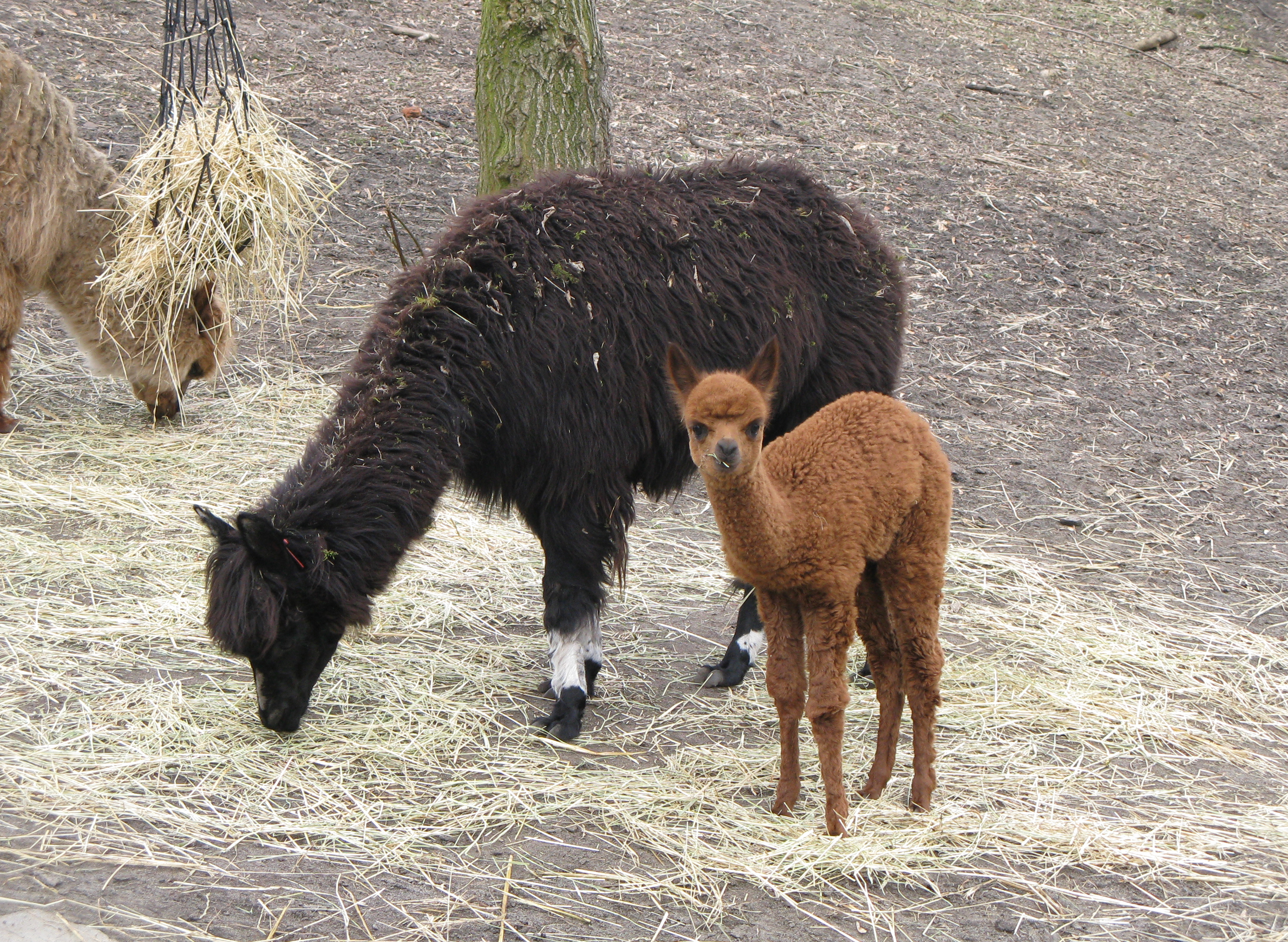
Jeune alpaga et sa mère.

La saillie dure en moyenne une demi-heure. Ensuite la femelle porte 11 mois avant la mise bas. Pendant les 7  ou   8 premiers mois, le petit se développe mais ne grossit pas, d'où la difficulté de vérifier si une femelle est pleine ; ensuite il se met à grossir jusqu'au terme. La femelle donne naissance à un seul petit par an. Un bébé alpaga pèse en moyenne 7 kg et possède déjà une toison de quelques centimètres. 
La femelle peut être saillie de nouveau une dizaine de jours après la mise bas. Elle allaite son petit environ 6 mois. Une femelle est adulte à 6 mois, mais elle n'a pas encore fini sa croissance. Un mâle est, quant à lui, adulte entre 2 ans et demi et 3 ans.

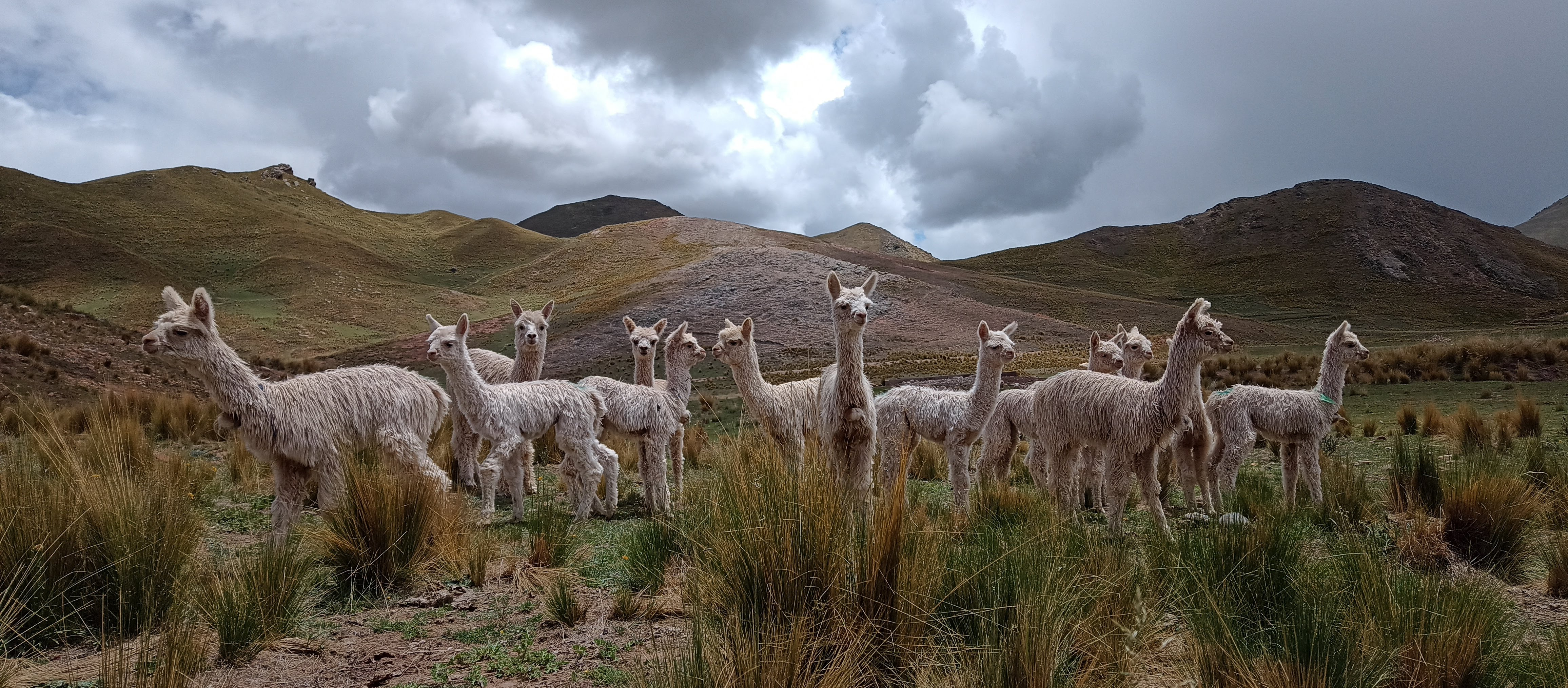
Bébé alpagas près de la ville de Ñuñoa au Chili. Mars 2023.

### Garde contre les renards
En Europe, l'alpaga peut être éduqué à protéger efficacement les troupeaux de volailles fermières contre les renards ; mais il est très vulnérable face à des chiens ou des loups.

## Répartition
Aujourd'hui, l’élevage de l'alpaga s'est développé sur toute la planète, notamment en Angleterre, en Suisse, en Australie, en France, en Italie, ainsi qu'aux États-Unis et au Canada.

### Population d'alpagas au Pérou
Le Pérou est le plus grand producteur de camélidés sud-américains. La population d'alpagas est environ de 3,7 millions de spécimens et la domestication de ces espèces remonte à plus de 7 000 ans. Puno est la région la plus peuplée en alpagas avec approximativement 1 million 460 000 têtes, suivie de Cuzco avec 546 000 têtes et Arequipa avec une population de plus de 468 000 têtes. La production d'alpaga au Pérou représente 80% de la production mondiale. De ce fait, « l’alpaga constitue le principal moyen de subsistance pour des milliers de familles dans les Hautes Andes ».

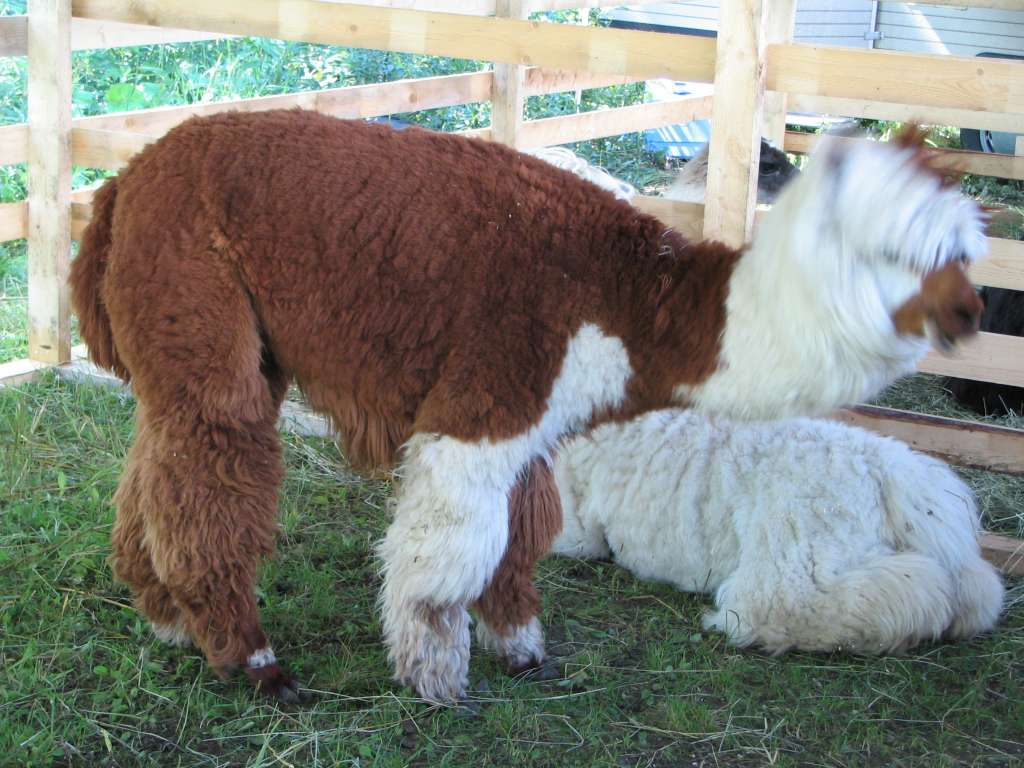
Alpaga bicolore

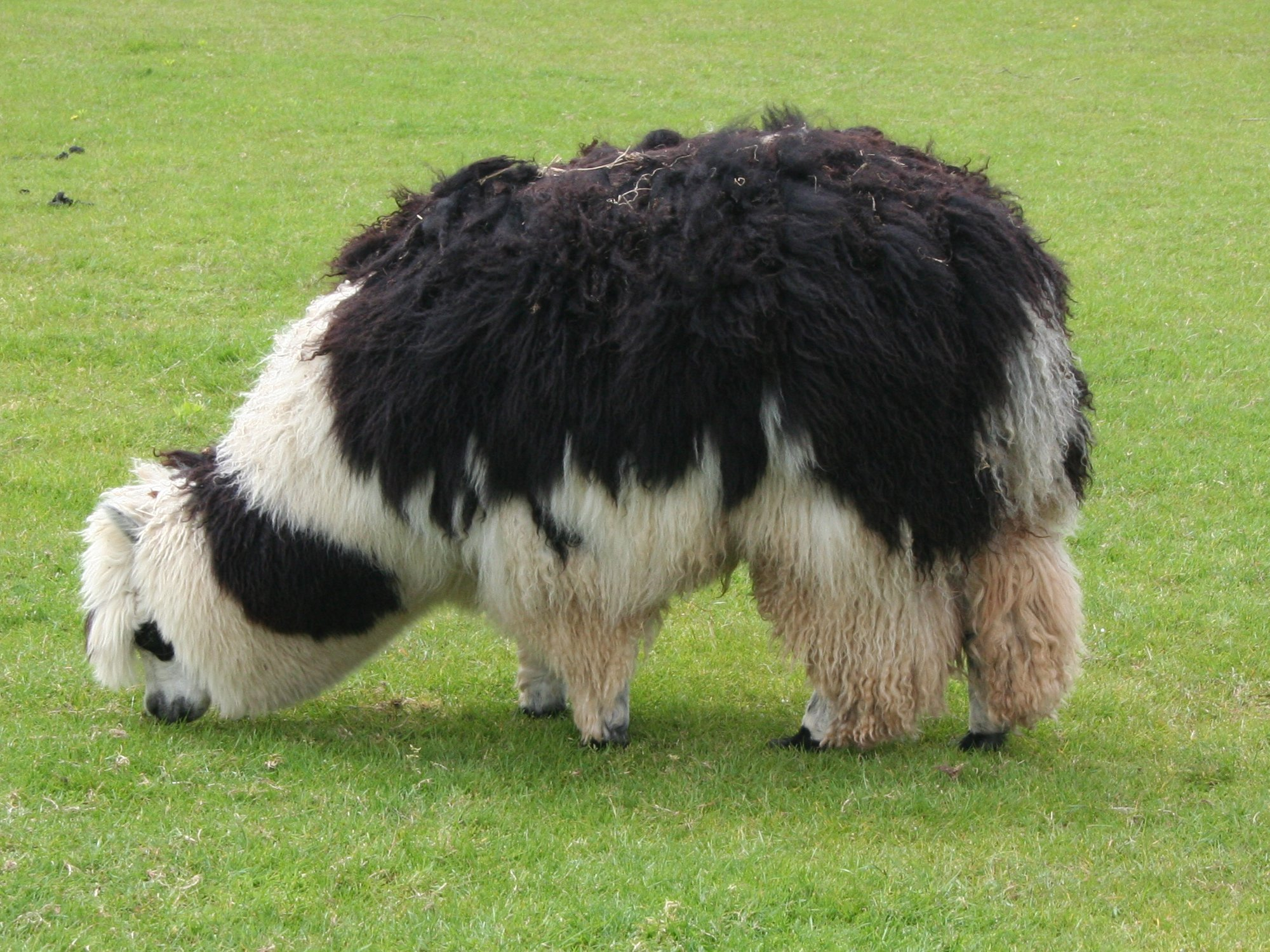
Autre alpaga bicolore à la pâture, bien pourvu en laine avant la tonte

Population d'alpagas selon le recensement de l'agriculture :

## Classification

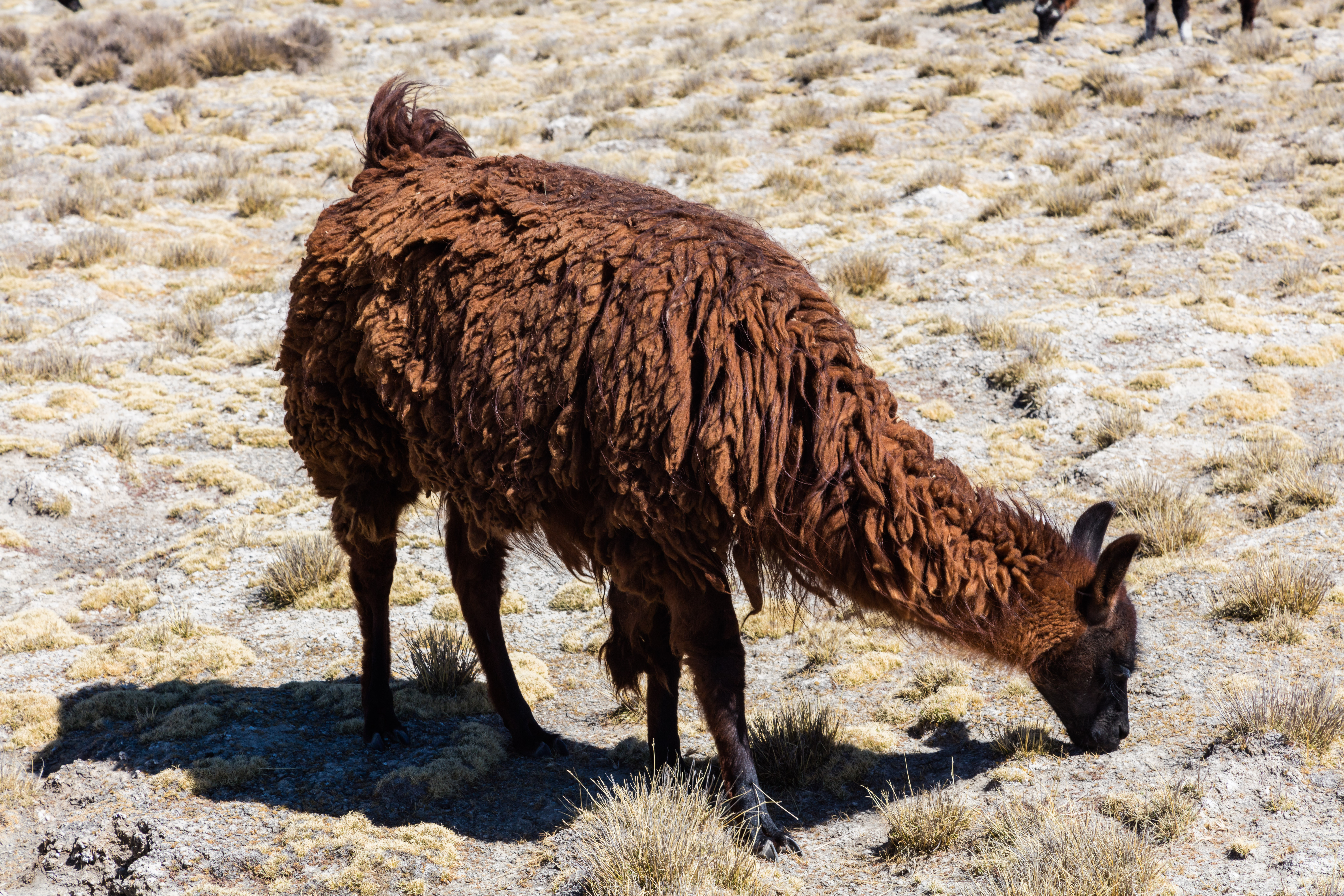
Alpaga (Vicugna pacos) en liberté revenu à la vie sauvage, Lagune de Salinas, département d'Arequipa, Pérou, août 2015

Les relations entre les alpagas et les autres camélidés sud-américains ont été longtemps discutées. Aux XVIIIe et XIXe siècles, lorsque les naturalistes ont attribué à ceux-ci des noms scientifiques, ils pensaient que l'alpaga était un descendant du guanaco (Lama guanicoe). C'est la raison pour laquelle il a été longtemps nommé Lama pacos : on ignorait alors les similitudes entre l'alpaga et la vigogne (Vicugna vicugna) au niveau de la taille, de la laine et de la dentition. Sa classification s'est cependant compliquée quand les chercheurs ont vérifié que les quatre espèces de camélidés d'Amérique du Sud pouvaient se croiser entre elles et donner une progéniture fertile. Ce n'est qu'au XXe siècle qu'ils ont pu finalement démontrer grâce au développement des techniques d'analyse de l'ADN que l'alpaga et la vigogne sont étroitement liés et son nom scientifique est devenu Vicugna pacos. L'analyse génétique a cependant aussi permis de détecter qu'un pourcentage non négligeable du génome mitochondrial de ses populations provient du lama.
En clair, les espèces « lama » (domestique) et « guanaco » (sauvage) appartiennent au genre Lama, l'alpaga (domestique) et la vigogne (sauvage) appartiennent au genre Vicugna. Les quatre espèces sont inter-reproductibles, par croisement interspécifique, et même par croisement intergénérique : leurs hybrides sont fertiles, ce qui est peu habituel dans le croisement entre genres différents, et indique donc une certaine proximité structurelle de leurs quatre génomes respectifs (voir à ce sujet l'article générique consacré à l'hybridation). Sur le plan évolutif, l'apparentement génétique de l'alpaga à la vigogne ne fait aujourd'hui plus de doute. Mais, du fait des interfécondations possibles entre les quatre espèces, l'analyse génétique des populations actuelles d'alpagas montre notamment une forte introgression génétique du lama (Lama glama) dans leur génome : ces rétrocroisements sont facilités par la proximité, dans le même habitat, de ces deux espèces domestiques.

## L'alpaga et l'homme

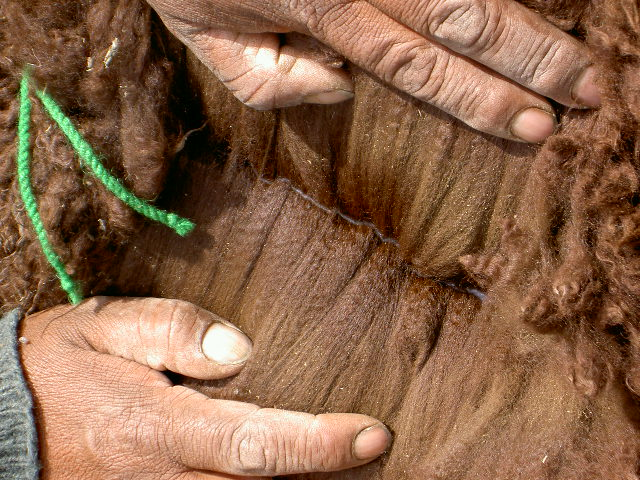
Détail d'une toison d'alpaga sur l'animal

### Production de laine
La laine d'alpaga est une fibre très haut de gamme, plus douce, plus chaude, plus résistante et plus légère que la laine de mouton. Il reste possible de le tondre tous les ans, mais sa toison peut être gardée deux voire trois ans. Elle est reconnue internationalement comme étant une des fibres les plus fines et luxueuses au monde.[réf. souhaitée]
La laine d'alpaga, comme la laine  de la vigogne son ancêtre sauvage — qui d'ailleurs est encore plus fine que la sienne mais moins abondante —, permet de tisser une étoffe de très haute qualité, d’un toucher soyeux et d’une douceur sans pareille, procurant une excellente isolation au froid. Le plus souvent ce sont ses couleurs naturelles qui sont utilisées (sauf pour les ponchos en couleurs vives), car la teinture lui enlève une partie de sa douceur naturelle.[réf. souhaitée]
Cette laine précieuse et rare (filée, tissée et teinte par les « Vierges du Soleil » ou femmes choisies, les aclla-cuna, au temps des Incas) était souvent l'apanage de la caste dirigeante voire du grand Inca lui-même, comme en témoigne la célèbre tunique en fine laine de vigogne et coton de l'empereur Tupac Yupanqui, le Sapa Inca X (voir cette tunique, ou poncho ancien de l'époque incaïque, à la section « Épouses et descendance  » de l'article consacré à Tupac Yupanqui).
Traditionnellement, on confectionne en laine d'alpaga : 
- des ponchos
- des écharpes
- des gilets
- des pull-over ou chandails ou vestes intérieures
- des couvertures et plutôt des dessus-de-lit (étant donné le caractère luxueux du matériau).

Aujourd'hui certains manteaux de type manteau de Loden ou Duffle-coat, et malgré leurs noms, sont en laine d'alpaga plutôt qu'en laine de mouton.[réf. souhaitée]

Vêtements en alpaga :
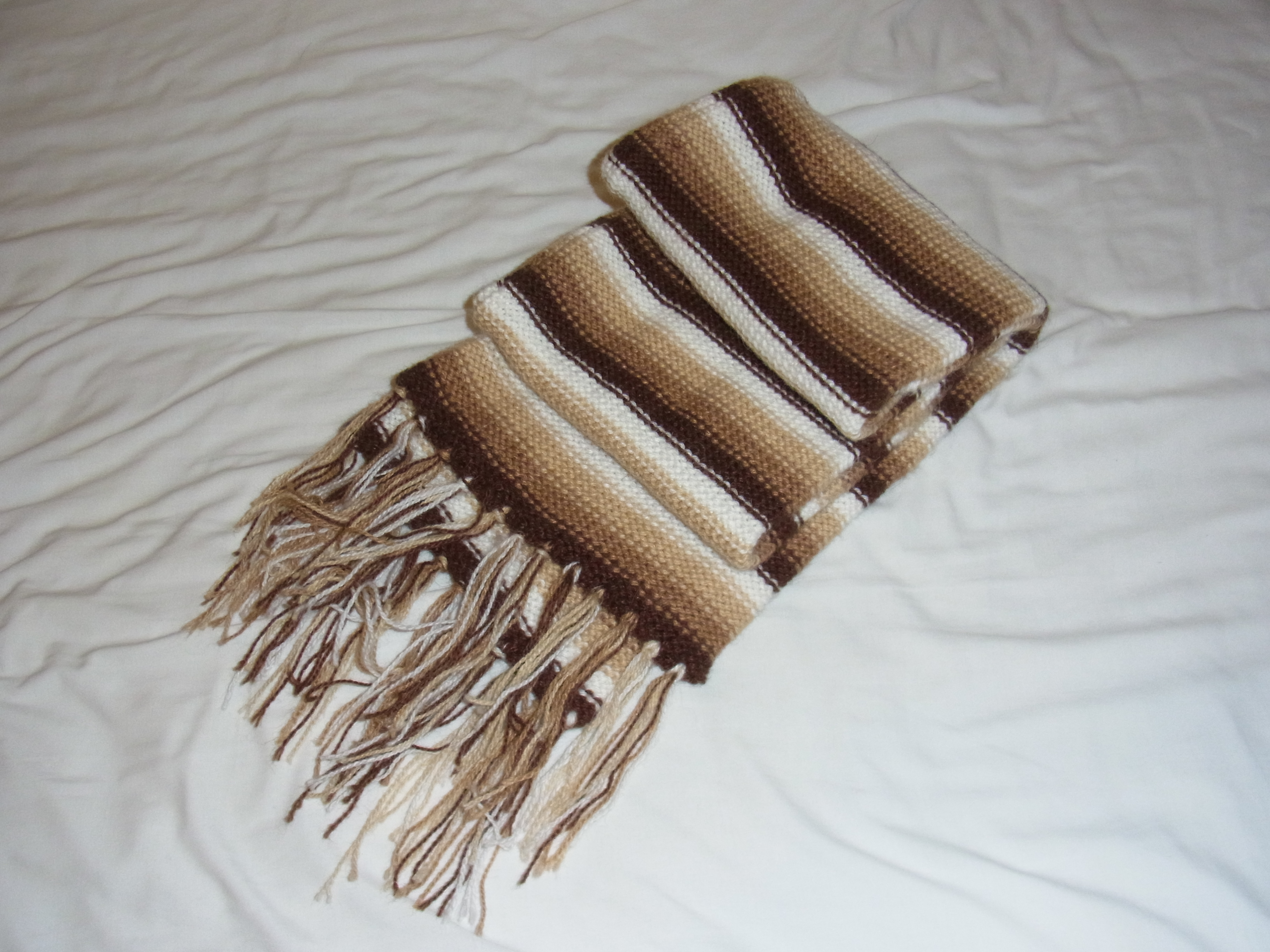
Écharpe en alpaga (couleurs naturelles), trouvée à Cambridge (Angleterre)
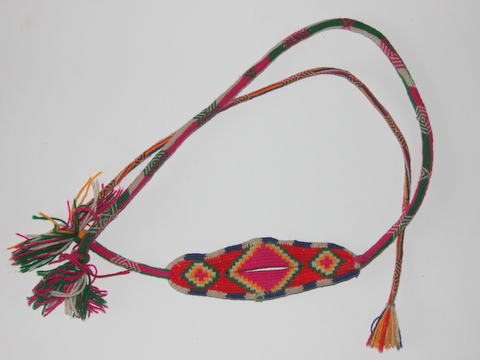
Fronde ou lacet ou bracelet en alpaga teinté (Pérou)
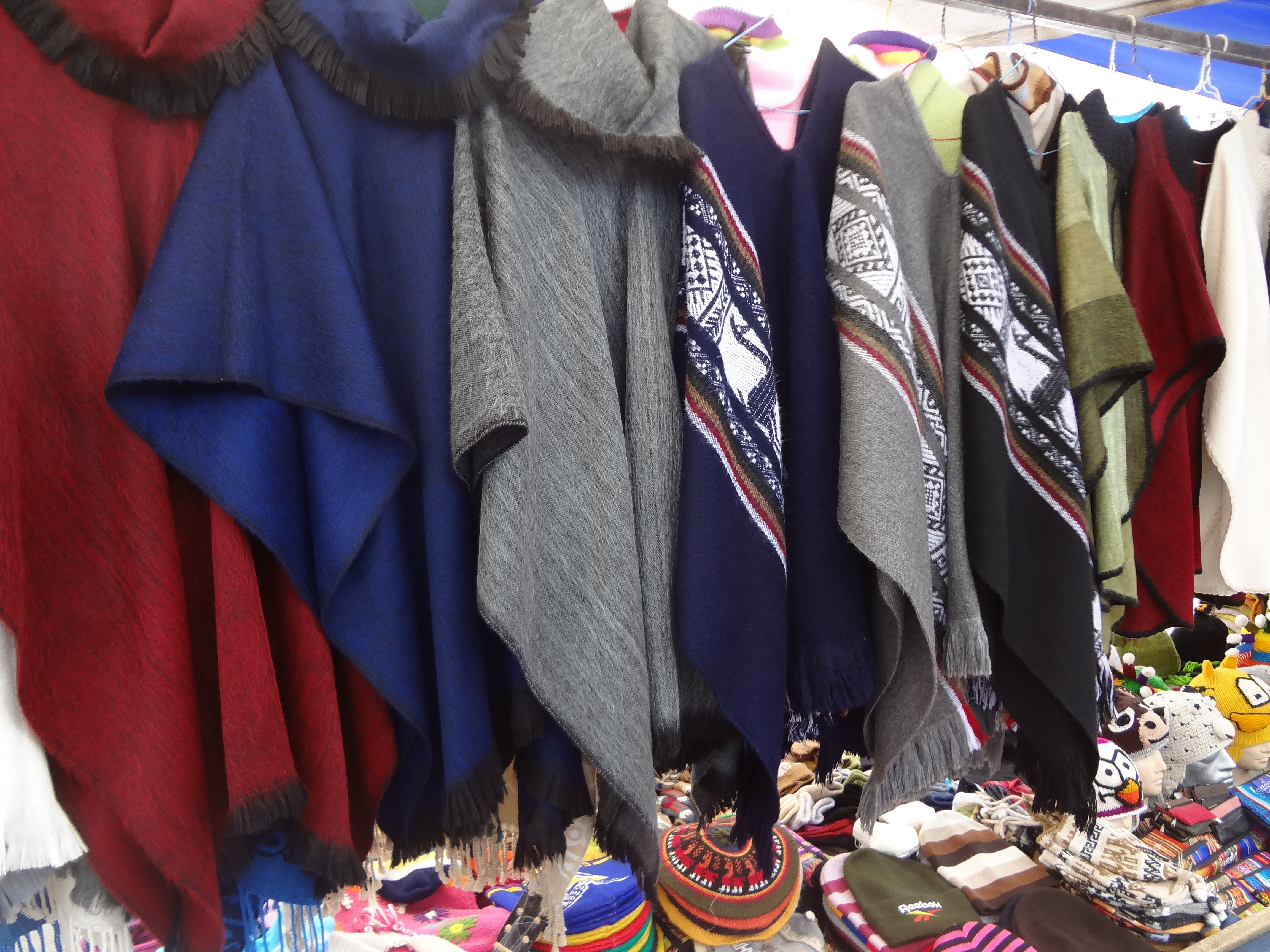
Ponchos traditionnels en alpaga naturel ou teinté, marché artisanal d'Otavalo (Équateur)

Qualité et finesse (en microns) de la laine d’alpaga parmi d’autres laines réputées :[réf. souhaitée]
| Espèces          | Diamètre moyen de la fibre (micromètre) |
| ---------------- | --------------------------------------- |
| Vigogne          | 10 à 12                                 |
| Angora           | 11 à 15                                 |
| Chèvre cachemire | 15 à 19                                 |
| Alpaga           | 16 à 25,5                               |
| Guanaco          | 18 à 24                                 |
| Chameau          | 18 à 26                                 |
| Lama             | 20 à 40                                 |
| Mohair           | 24 à 40                                 |
| Mouton           | 20 à 80                                 |

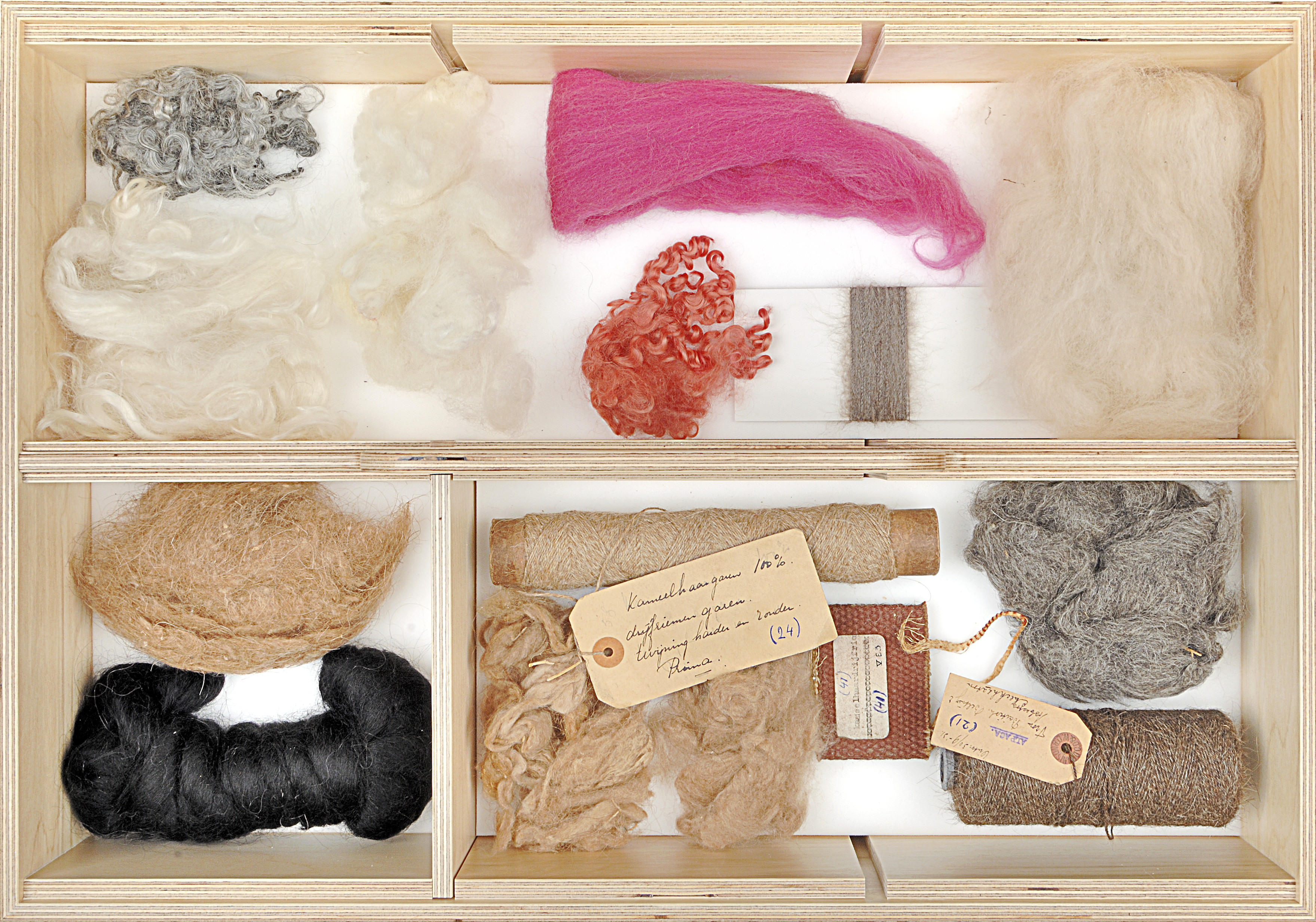
Fibres animales: Alpaga, Chameau, Lama, Mohair, Angora, laine Mérinos teinte, laine Wensleydale teinte (Musée du textile, Tilbourg, Brabant-Septentrional, Pays-Bas)

Production mondiale de fibres par espèce et par an :[réf. souhaitée]
- Alpaga: 4 000 tonnes (0,7 %)
- Cachemire: 6 200 tonnes (1,1 %)
- Angora: 8 500 tonnes (1,6 %)
- Mohair: 25 000 tonnes (4,6 %)
- Mouton: 500 000 tonnes (92 %)

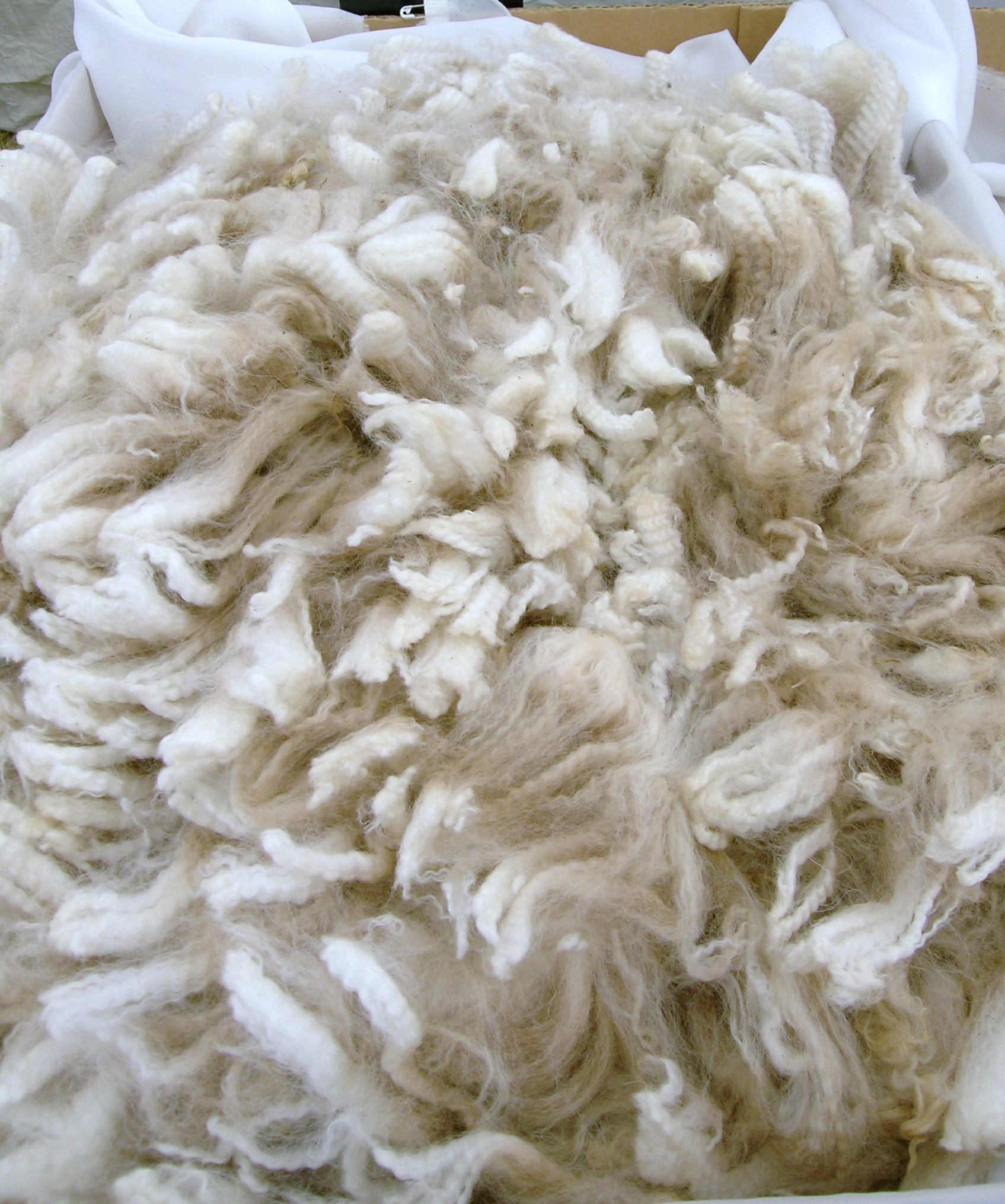
Détail d'une toison d'alpaga après la tonte

Pour la tonte, la laine ne doit pas être mouillée. Autrefois on[Qui ?] opérait avec des forces. Aujourd’hui on[Qui ?] utilise la tondeuse électrique et l’alpaga est tondu en 15  à   30 minutes. La tonte commence toujours par les pattes et se fait en fonction des différentes qualités de laines (la première qualité se situe sur le dos, ensuite vient le cou et enfin toutes les autres parties du corps pouvant être tondues). Selon la taille et la qualité du poil, un alpaga produit en moyenne 2,5 kg de laine.
Bien que nécessaire, la tonte peut être pour les animaux une grande source de stress. Il faut donc l'effectuer dans le calme et en prenant toutes les précautions requises (notamment pour les femelles en gestation). Après la tonte, une surveillance des animaux s’impose et leur alimentation doit être contrôlée pour éviter que leur température ne baisse en raison de la perte de la laine.

### Consommation de viande

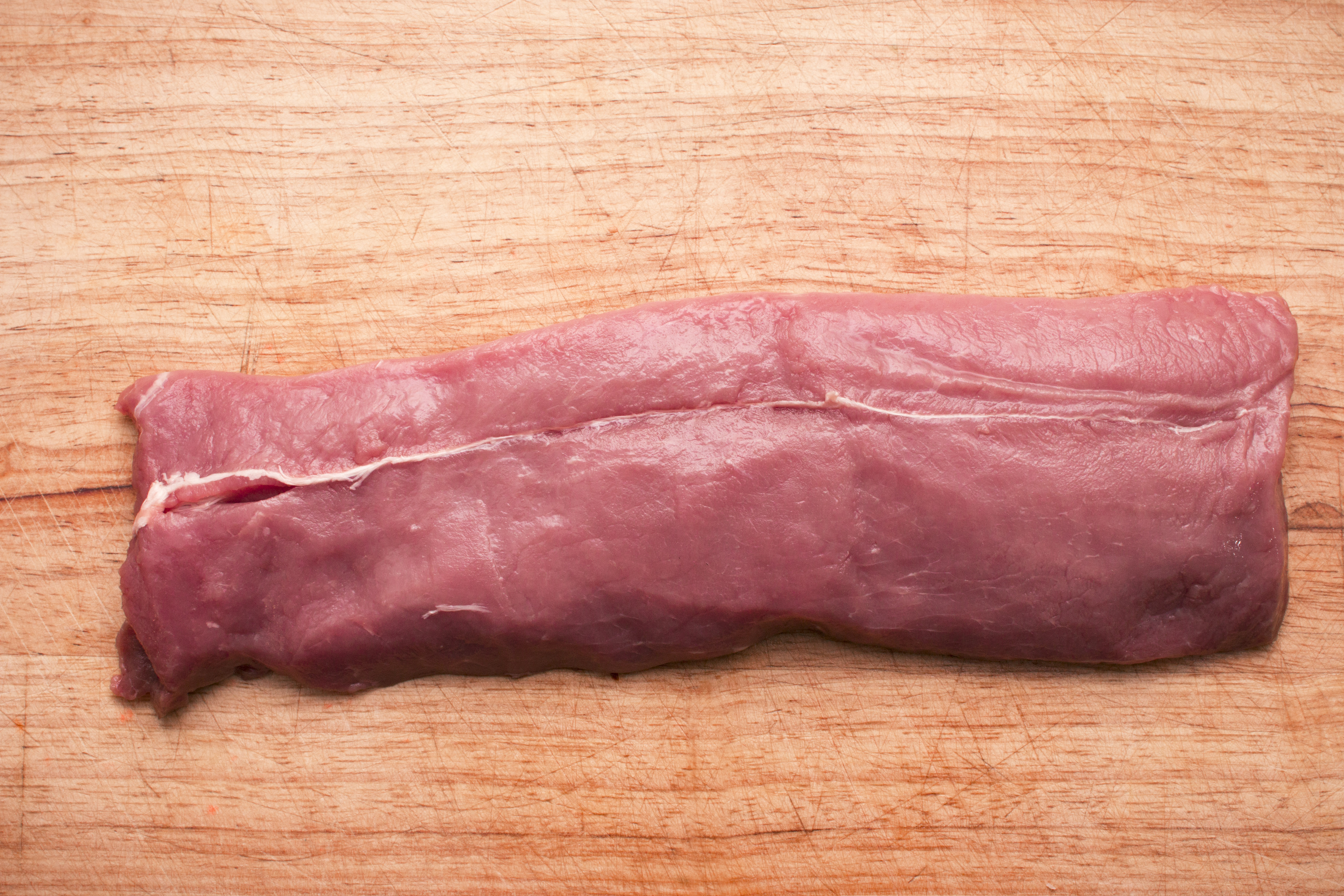
Viande d'alpaga (filet).

La viande d'alpaga et de lama est recommandée pour traiter les problèmes d'obésité et de tension artérielle : elle offre en effet un grand nombre de bénéfices en raison de leur teneur élevée en protéines et en fer ; de plus, ce sont des viandes tendres avec un faible apport en matières grasses.
Selon un dernier rapport du Centre international de la recherche sur le cancer de l'Organisation mondiale de la santé (OMS), la viande rouge et en particulier celle transformée provoquerait un certain nombre de dommages et pourrait même être cancérigène. Les viandes d'alpaga et de lama seraient donc une alternative saine à la consommation, car contrairement aux autres viandes, ces dernières ont une teneur en protéines plus élevée (23,9%), par rapport au poulet (21,4%) et au bœuf (21%). De même, la teneur en matière grasse est également réduite : 100 grammes de ces viandes contiennent entre 30 et 40 mg de cholestérol, contre 88 mg chez le poulet et 90 mg chez le bœuf, a déclaré la nutritionniste Milagros Solá Vásquez de SISOL : Solidaridad Salud Lince (institution péruvienne de santé et de solidarité à Lima).

### Écopâturage

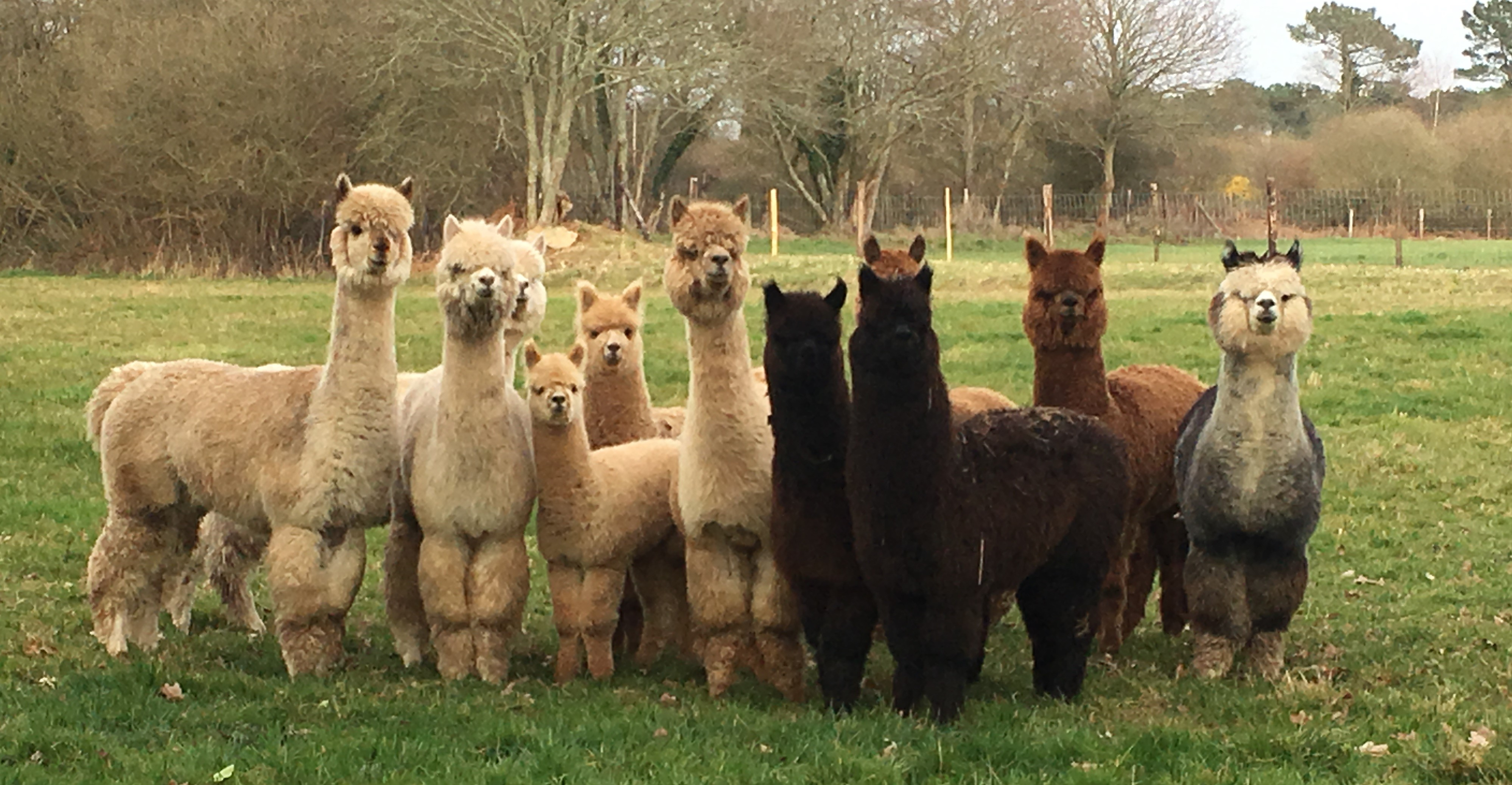
Troupeau d'alpagas en France (2019)

L'alpaga (et plus encore le lama) est efficace pour l'entretien des espaces enherbés. Contrairement au mouton et à la chèvre, il n'abîme pas l'écorce des arbres - sauf pour les très jeunes arbres. Il permet aussi de valoriser les pâtures pauvres. Les sols, même argileux, restent peu abîmés grâce à ses coussinets.

### Médiation animale et thérapie
Il participe à la médiation animale (zoothérapie) et à la thérapie dans les hôpitaux et les maisons de retraite.

### L'alpaga comme symbole
L'alpaga figurait sur toutes les précédentes versions des armes de la Bolivie, reprises au centre de son drapeau tricolore rouge jaune vert, comme les trois couleurs de l'arbuste de cantuta (Cantua buxifolia), fleur sacrée des Incas et aujourd'hui fleur nationale du Pérou et de la Bolivie. Depuis la création de ces armoiries au moment de l'indépendance en 1825 jusqu'au début du XXIe siècle, l'alpaga était présent sur tous les blasons successifs de la Bolivie, représentant le règne animal et la richesse de la faune du pays.
Il sera bientôt accompagné au chef du grand condor des Andes, emblème de renaissance depuis les Incas et symbole de l'horizon sans limite de la nation (qui figure d'ailleurs sur les armoiries de tous les pays andins : Chili, Bolivie, Pérou, Équateur, Colombie, Venezuela). Aujourd'hui, dans les armes actuelles, l'alpaga a été remplacé par un lama, et le condor femelle a été remplacé par un condor mâle (reconnaissable à sa crête).
Ci-dessous, quelques-unes des étapes de la transformation des armes de la Bolivie, avec le symbole de l'alpaga : 

Évolution des armes de Bolivie
Premières armes de la République de Bolivie en 1825, avec l'alpaga (doré)
Armes de la Bolivie en 1888, avec l'alpaga (blanc) et le condor femelle
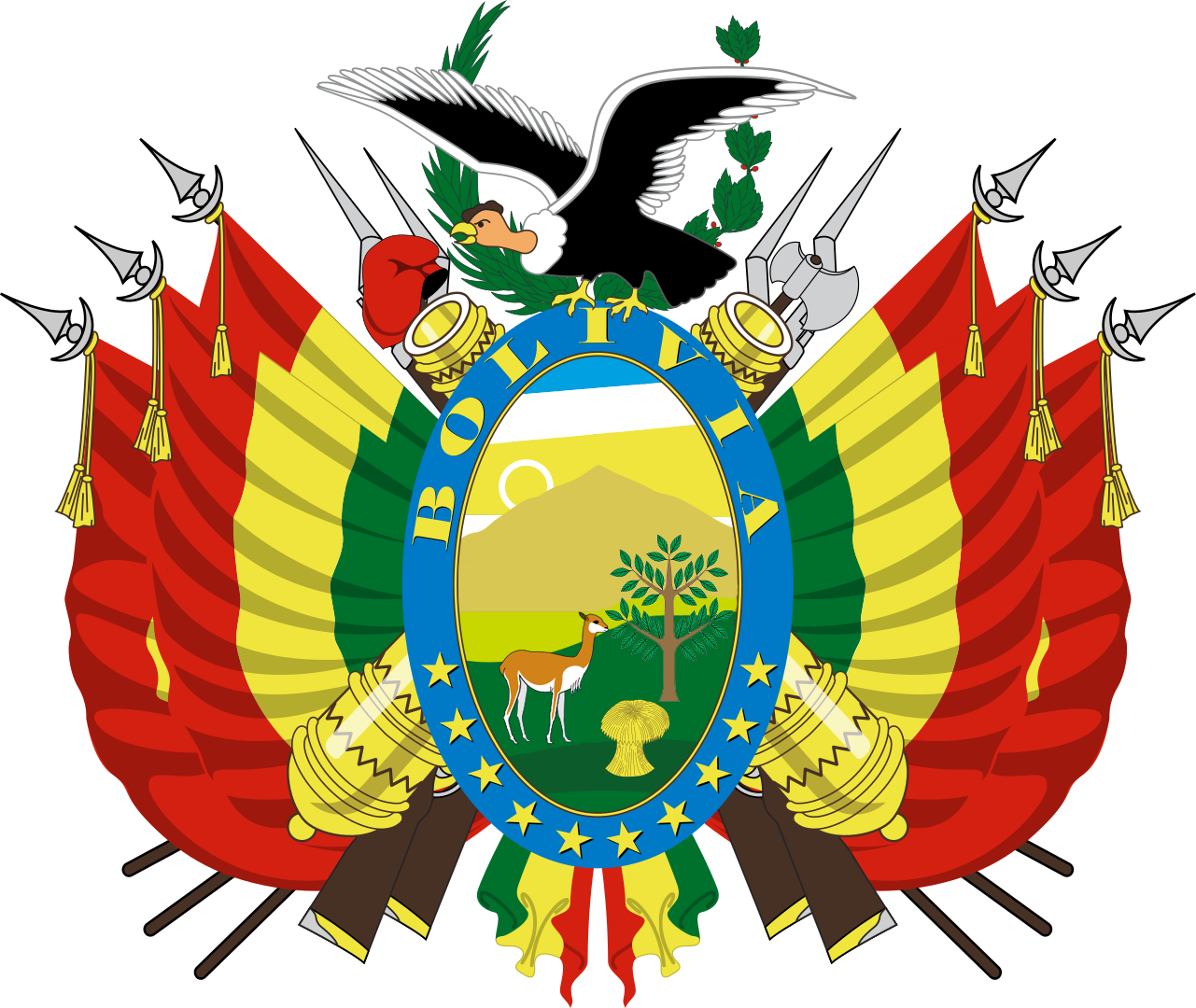
Armes de la Bolivie en 1961, toujours avec un alpaga (bicolore), mais avec le condor mâle
Écusson actuel de l’État Plurinational de Bolivie, décret du 5 août 2009 du Président Evo Morales. Depuis 2004 déjà, le lama (blanc) avait remplacé l'alpaga.